# Liste der Baudenkmale in Lüneburg – Neue Sülze
In der Liste der Baudenkmale in Lüneburg – Neue Sülze sind Baudenkmale in der Straße Neue Sülze in der niedersächsischen Stadt Lüneburg aufgelistet. Die Quelle der IDs und der Beschreibungen ist der Denkmalatlas Niedersachsen. Der Stand der Liste ist der 27. Dezember 2021.

## Allgemein
In den Spalten befinden sich folgende Informationen:
- Lage: die Adresse des Baudenkmales und die geographischen Koordinaten. Kartenansicht, um Koordinaten zu setzen. In der Kartenansicht sind Baudenkmale ohne Koordinaten mit einem roten Marker dargestellt und können in der Karte gesetzt werden. Baudenkmale ohne Bild sind mit einem blauen Marker gekennzeichnet, Baudenkmale mit Bild mit einem grünen Marker.
- Bezeichnung: Bezeichnung des Baudenkmales
- Beschreibung: die Beschreibung des Baudenkmales. Unter § 3 Abs. 2 NDSchG werden Einzeldenkmale und unter § 3 Abs. 3 NDSchG Gruppen baulicher Anlagen und deren Bestandteile ausgewiesen.
- ID: die Objekt-ID des Baudenkmales
- Bild: ein Bild des Baudenkmales, ggf. zusätzlich mit einem Link zu weiteren Fotos des Baudenkmals im Medienarchiv Wikimedia Commons. Wenn man auf das Kamerasymbol klickt, können Fotos zu Baudenkmalen aus dieser Liste hochgeladen werden:

## Baudenkmale
Die Straße ist Teil der Verbindung vom Rathaus und Markt zur Saline. Der Name der Straße geht auf eine neue Saline zurück, die wohl 1269 bereits bekannt war. Der Schacht wurde 1910 am Grundstück Neue Sülze 4a entdeckt. 

| Lage                                       | Bezeichnung         | Beschreibung | ID       | Bild |
| ------------------------------------------ | ------------------- | --- | -------- | ---- |
| Neue Sülze 2 53° 14′ 59″ N, 10° 24′ 19″ O  | Wohnhaus            | Zum Haus gehören ein Stall mit der ID 30687673, eine Remise mit der ID 30687652, ein Pavillon mit der ID 30687695 und ein Garten mit der ID 30687632 | 30658080 |      |
| Neue Sülze 3 53° 14′ 58″ N, 10° 24′ 19″ O  | Wohnhaus            | Zum Haus gehören ein Fachwerkanbau mit der ID 41685051 und ein Pferdestall mit der ID 41749558                                                       | 30676666 |      |
| Neue Sülze 7 53° 14′ 54″ N, 10° 24′ 16″ O  | Wohnhaus            | | 30677146 |      |
| Neue Sülze 18 53° 14′ 51″ N, 10° 24′ 15″ O | Wohnhaus            | | 30658101 |      |
| Neue Sülze 20 53° 14′ 52″ N, 10° 24′ 16″ O | Wohn-/Geschäftshaus | | 30677339 |      |
| Neue Sülze 20 53° 14′ 52″ N, 10° 24′ 16″ O | Hofflügel           | | 30649475 |      |
| Neue Sülze 21 53° 14′ 52″ N, 10° 24′ 16″ O | Wohn-/Geschäftshaus | | 30677320 |      |
| Neue Sülze 22 53° 14′ 54″ N, 10° 24′ 17″ O | Wohn-/Geschäftshaus | Zum Haus gehört ein Flügelbau mit der ID 30647690 | 30677301 | BW   |
| Neue Sülze 24 53° 14′ 54″ N, 10° 24′ 17″ O | Wohn-/Geschäftshaus | | 30677266 |      |
| Neue Sülze 25 53° 14′ 55″ N, 10° 24′ 18″ O | Wohnhaus            | | 30658119 |      |
| Neue Sülze 26 53° 14′ 55″ N, 10° 24′ 19″ O | Wohnhaus            | | 30677241 |      |
| Neue Sülze 29 53° 14′ 58″ N, 10° 24′ 20″ O | Schule              | | 30677181 |      |
| Neue Sülze 32 53° 14′ 59″ N, 10° 24′ 20″ O | Wohnhaus            | Zum Haus gehört ein Fachwerkflügelbau mit der ID 30648426                                                                                            | 30652706 |      |
| Neue Sülze 33 53° 14′ 59″ N, 10° 24′ 20″ O | Wohnhaus            | Zum Haus gehört ein Hofflügel mit der ID 30646562 | 30652725 |      |
| Neue Sülze 34 53° 15′ 0″ N, 10° 24′ 21″ O  | Wohnhaus            | | 30652746 |      |
| Neue Sülze 35 53° 15′ 0″ N, 10° 24′ 21″ O  | Stadtbauamt         | | 30652764 |      |